# ヘンリー・C・ドワシャーク
ヘンリー・C・ドワシャーク(Henry Clarence Dworshak Jr., 1894年8月29日 - 1962年7月23日)は、アメリカ合衆国ミネソタ州出身の政治家(共和党)。連邦下院議員を4期(アイダホ2区)、連邦上院議員を4期(アイダホ州)務めた。

## 経歴
ミネソタ州ダルースで生まれたドワシャークは地元のパブリックスクールを卒業後、印刷業を営んでいた。第一次世界大戦中は、アメリカ軍第4高射機関銃大隊の軍曹として従軍し、戦後はダルースに戻って印刷用品店を経営した。1924年、アイダホ州バーリーに移り、カシア郡の新聞社「バーリー・ブレティン」の発行人・編集者となった。1931年にはアイダホ州編集者協会の会長に就任したほか、アメリカ在郷軍人会や国際ロータリーのメンバーとして活躍した。

### 下院議員
1936年、ドワシャークはアイダホ州第2選挙区に出馬したが、デイヴィッド・ワース・クラークに敗れた。1938年選挙でバート・ミラーを破って当選を果たし、以後4選を果たした。
| 年     | 民主党                         | 票数   | 得票率 |  | 共和党                 | 票数   | 得票率 |
| ------ | ------------------------------ | ------ | ------ |  | ---------------------- | ------ | ------ |
| 1936年 | デイヴィッド・ワース・クラーク | 67,238 | 60.5%  |  | ヘンリー・ドワシャーク | 43,834 | 39.5%  |
| 1938年 | バート・ミラー                 | 47,199 | 46.4%  |  | ヘンリー・ドワシャーク | 54,527 | 53.6%  |
| 1940年 | Ira Masters                    | 61,726 | 46.9%  |  | ヘンリー・ドワシャーク | 69,804 | 53.1%  |
| 1942年 | Ira Masters                    | 37,815 | 45.2%  |  | ヘンリー・ドワシャーク | 45,805 | 54.8%  |
| 1944年 | Phil J. Evans                  | 56,249 | 47.7%  |  | ヘンリー・ドワシャーク | 61,751 | 52.3%  |

### 上院議員
1945年11月、共和党上院議員ジョン・W・トマスが任期中に死去し、民主党知事のチャールズ・ゴセットが辞任して後任に就任した。1946年11月の選挙でドワシャークは州上院議員ジョージ・ドナートを破り、残り任期を全うしたが、1948年選挙で、バート・ミラー元州司法長官に敗れた。しかし、1949年10月にミラーは就任後わずか9ヶ月で心臓発作で死亡し、ドワシャークは共和党のC・A・ロビンス知事から後任として指名された。1950年補欠選挙で当選を果たした後、1954年・1960年選挙でも上院議員に当選した。ドワシャークはモンロー主義者であり、諸外国がアメリカへ干渉することに対して批判的な立場をとっていた。1957年の公民権法、憲法修正第24条には賛成したが、1960年の公民権法では棄権している。
1962年7月23日、ドワシャークはワシントンD.C.での執務中に心臓発作で亡くなり、アーリントン国立墓地に埋葬された。上院議員の後任にはレナード・ジョーダン元州知事が就任した。
| 年            | 民主党                | 票数    | 得票率 |  | 共和党                 | 票数    | 得票率 |
| ------------- | --------------------- | ------- | ------ |  | ---------------------- | ------- | ------ |
| 1946年        | ジョージ・ドナート    | 74,629  | 41.4%  |  | ヘンリー・ドワシャーク | 105,523 | 58.6%  |
| 1948年        | バート・ミラー        | 107,000 | 50.7%  |  | ヘンリー・ドワシャーク | 103,868 | 49.3%  |
| 1950年 (特別) | Claude J. Burtenshaw  | 97,092  | 48.1%  |  | ヘンリー・ドワシャーク | 104,608 | 51.9%  |
| 1954年        | グレン・テイラー      | 84,139  | 37.2%  |  | ヘンリー・ドワシャーク | 142,269 | 62.8%  |
| 1960年        | R.L. "Bob" McLaughlin | 139,448 | 47.7%  |  | ヘンリー・ドワシャーク | 152,648 | 52.3%  |

## エポニム
- ドワシャークダム - アイダホ州北部に流れるノースフォーク・クリアウォーター川にあるダム。1973年完成。
- ドワシャーク小学校 - アイダホ州バーレー（英語版）にある公立小学校。